# Giershausen
Giershausen település Németországban, Rajna-vidék-Pfalz tartományban. Lakosainak száma 94 fő (2023. december 31.).

## Népesség
A település népességének változása:
| Lakosok száma | 99   | 100  | 99   | 100  | 94   |
|               | 2017 | 2019 | 2021 | 2022 | 2023 |